# Chiesa di San Francesco da Paola (Reggio Emilia)
La chiesa di san Francesco da Paola è il principale edificio religioso di Ospizio, quartiere del comune di Reggio Emilia, in provincia di Reggio Emilia e diocesi di Reggio Emilia-Guastalla; è sede di una parrocchia compresa nel vicariato Urbano di Reggio Emilia. Fa parte dell'Unità pastorale San Giovanni Paolo II assieme alle parrocchie di Sant'Alberto di Gerusalemme, San Maurizio, San Lazzaro e San Pasquale Baylon.

## Storia
La fondazione della chiesa parrocchiale di Villa Ospizio risale all'anno 1769, con stralcio dalle parrocchie urbane di san Pietro, san Raffaele e san Biagio. La chiesa, divenuta parrocchiale nel 1784, fu eretta su un luogo che fungeva da soggiorno per la villeggiatura estiva dei seminaristi che già era occupato da una cappella dedicata a san Francesco da Paola. L'edificio religioso fu rifatto completamente da Geremia Manzini fra il 1815 e il 1839, assumendo la forma attuale. Il 31 dicembre 1832 la parrocchia fu elevata a prevostura. Fu nuovamente ristrutturato e completato nel 1906, anno in cui fu realizzata la facciata, e nel 1920, su progetto dell'ing. Carlo Parmeggiani.
La chiesa è orientata verso sud, in affaccio alla via Emilia. È in stile neoclassico e presenta una facciata a capanna bipartita con frontespizio superiore, scandita da lesene appena accennate. 
Le opere d'arte presenti al suo interno riguardano: la consegna delle chiavi a san Pietro; il miracolo della Moltiplicazione dei pani e, al centro della volta, l'Ascensione. La statua di san Francesco da Paola è situata nel coro mentre su un altare laterale sono presenti la statua del Sacro Cuore di Gesù e la Madonna del Carmine. Presso il battistero è presente la piccola statua di san Giovanni che battezza Gesù Cristo e, sulla porta d'ingresso della chiesa, una copia su tela del Cristo in Croce di Guido Reni.
La torre campanaria porta ancora i segni degli spezzonamenti operati dall'aviazione alleata durante la seconda guerra mondiale.
La chiesa dispone di un organo a canne ristrutturato e ampliato nel 1995 dall'organaro Pierpaolo Bigi di Castellazzo ed è sede della Cappella Musicale San Francesco da Paola. Questa corale è diretta dal maestro Renato Negri, organista titolare della parrocchia e docente di organo al Conservatorio di Musica di Reggio Emilia e Castelnovo ne' Monti "Achille Peri-Claudio Merulo".
Le opere parrocchiali comprendono un circolo parrocchiale Acli con bar, un campo sportivo e la scuola materna Elisa Lari. Sino agli anni Novanta era operativo anche il cinema-teatro parrocchiale Verdi.
Ancora negli anni '80 in parrocchia erano presenti due ordini religiosi femminili: le Piccole Figlie dei Sacri Cuori di Gesù e Maria, che gestivano la scuola materna parrocchiale, e le Ancelle della Carità, che operavano presso il ricovero di mendicità comunale, oggi demolito.
Nella seconda metà del Novecento, dalla parrocchia di San Francesco da Paola, che comprendeva parte della periferia orientale di Reggio Emilia, sono state stralciate quattro nuove parrocchie: la parrocchia di sant'Alberto di Gerusalemme al Villaggio Stranieri-Bazzarola (1956), la parrocchia di sant'Antonio da Padova alla Rosta Nuova (1960), la parrocchia di san Pasquale Baylon al Mirabello (1982) e la parrocchia di san Luigi Gonzaga alla Pappagnocca (1983). Negli anni Trenta la zona a ridosso di porta San Pietro e della stazione ferroviaria fu ceduta alla parrocchia intra mœnia di san Pietro di città.